# Кузяєво (селище, Дмитровський міський округ)
Кузя́єво (рос. Кузяево) — селище (колишній присілок) у складі Дмитровського міського округу Московської області, Росія.

## Населення
Населення — 45 осіб (2010; 48 у 2002).
Національний склад (станом на 2002 рік):
- росіяни — 88 %